# Vibrazioni positive
Vibrazioni positive è un album in studio di Babaman, pubblicato il 25 settembre 2015 da Trumen Records. Anticipato dal singolo Un minuto in più, esso contiene 13 tracce, tra cui Blazin Fyah realizzata con Nando Popu, membro dei Sud Sound System.

## Tracce
1. Vibrazioni positive (prod. Mene)
2. Bellissima giornata (prod. The Magista)
3. Un minuto in più (prod. Drop)
4. Blazin Fyah (feat. Nando Popu) (prod. Mene)
5. Non puoi nasconderlo a me (prod. Mene)
6. Uno spliff a testa (prod. Mene)
7. Credere nei sogni (prod. Mene)
8. Dem a Babylon (prod. Mene)
9. Dice il vero (prod. Mene)
10. Se scende Babaman (prod. Mene)
11. Il mio dj è un vero killa (prod. Mene)
12. Comprare il talento (prod. Keezy)
13. Touch screen (prod. Keezy)